# VAMP4
VAMP4‏ (Vesicle associated membrane protein 4) هوَ بروتين يُشَفر بواسطة جين VAMP4 في الإنسان.